# Calle 14 (pintura)
[[Categoría:Cuadros de {{{3}}}]]
Calle 14 es la pintura más famosa del artista ecuatoriano Camilo Egas, la obra de estilo expresionista fue pintada en 1937 en Nueva York.

## Descripción
En esta pintura se observa a un hombre que se resguarda del viento, esta junto a un cubo de basura metálico, este hombre de cabeza calva se encuentra con sus brazos cruzados, delante de un poste con el número 14. la pintura de tonos ocres, grises, oscurecidos con mezclas de color negro, muestran un panorama desolador.